# Mantidactylus opiparis
Espèce
Synonymes
- Rana opiparis Peracca, 1893
- Mantidactylus frenatus Boettger, 1913

Statut de conservation UICN

 LC  : Préoccupation mineure
Mantidactylus opiparis est une espèce d'amphibiens de la famille des Mantellidae.

## Répartition

Aire de répartition de Mantidactylus opiparis.

Cette espèce est endémique de Madagascar. Elle se rencontre entre 600 et 1 500 m d'altitude et probablement à des altitudes plus basses dans l'est de l'île mais également dans deux localités isolées dans l'Ouest et le centre de l'île.

## Publications originales
- Boettger, 1913 : Reptilien und Amphibien von Madagascar, den Inseln und dem Festland Ostafrikas. in Voeltzkow, Reise in Ost-Afrika in den Jahren 1903-1905 mit Mitteln der Hermann und Elise geb. Heckmann-Wentzel-Stiftung. Wissenschaftliche Ergebnisse. Systematischen Arbeiten. vol. 3, no 4, p. 269-376 (texte intégral).
- Peracca, 1893 : Descrizione di nuove specie di rettili e anfibi di Madagascar. Bollettino dei Musei di Zoologia e Anatomia Comparata della R - Universita di Torino, vol. 8, no 156, p. 1-16 (texte intégral).